# Steven Cousins

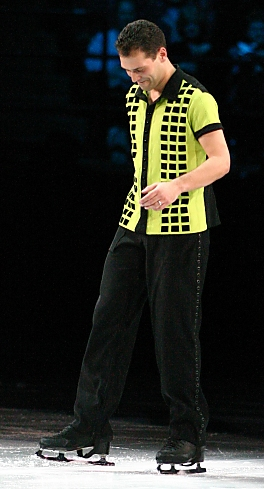
Steven Cousins, 2004

Steven Cousins (* 24. Mai 1972 in Chester, England) ist ein ehemaliger britischer Eiskunstläufer, der im Einzellauf startete.
Cousins wurde 1990 mit 17 Jahren jüngster britischer Eiskunstlaufmeister der Geschichte. Es war der erste von insgesamt acht nationalen Titeln, die er in seiner Karriere gewann. Sein Trainer war Doug Leigh. Steven Cousins ist nicht verwandt mit Robin Cousins.
Im Zeitraum von 1990 bis 1998 nahm Cousins an allen Welt- und Europameisterschaften teil. Sein bestes Ergebnis bei Europameisterschaften war der vierte Platz 1996 und sein bestes Ergebnis bei Weltmeisterschaften der siebte Platz 1998. Er bestritt drei Olympische Spiele. 1992 in Albertville belegte er den 12. Platz, 1994 in Lillehammer wurde er Neunter und 1998 in Nagano erreichte er mit Platz sechs sein bestes Ergebnis.
Bei den Olympischen Spielen 1994 zeigte Cousins als erster Brite einen dreifachen Axel.
Nach dem Ende seiner Amateurkarriere wurde er Profi und lief bei Stars on Ice.
Im Juni 2003 heiratete Cousins die kanadische Eistänzerin Kristina Leko. Die Ehe wurde im Sommer 2006 geschieden. Danach heiratete er die russische Eiskunstläuferin Jelena Bereschnaja. Mit ihr hat er einen Sohn und eine Tochter.

## Ergebnisse
| Wettbewerb / Jahr         | 1990 | 1991 | 1992 | 1993 | 1994 | 1995 | 1996 | 1997 | 1998 |
| ------------------------- | ---- | ---- | ---- | ---- | ---- | ---- | ---- | ---- | ---- |
| Olympische Winterspiele   |      |      | 12.  |      | 9.   |      |      |      | 6.   |
| Weltmeisterschaften       | 18.  | 16.  | 16.  | 18.  | 10.  | 8.   | 15.  | 11.  | 7.   |
| Europameisterschaften     | 15.  | 8.   | 7.   | 9.   | 11.  | 8.   | 4.   | 11.  | 6.   |
| Britische Meisterschaften | 1.   | 1.   | 1.   | 1.   | 1.   | 1.   | 1.   | 2.   | 1.   |